# Valley Forge (Schiff, 1986)
Die USS Valley Forge (CG-50) war ein Lenkwaffenkreuzer der United States Navy und gehörte der Ticonderoga-Klasse an. Sie war nach dem Lager Valley Forge benannt, in dem George Washington mit seiner Armee im Winter 1777/78 während des Amerikanischen Unabhängigkeitskrieges campierte.

## Geschichte
CG-50 wurde 1981 in Auftrag gegeben. 1983 bei Ingalls Shipbuilding auf Kiel gelegt, lief das Schiff nach rund 14 Monaten vom Stapel und wurde getauft. Anfang 1986 konnte die Valley Forge letztendlich in Dienst gestellt werden.
1987 begann die Valley Forge ihre erste Einsatzfahrt, sie war damit das erste Kriegsschiff mit dem neuen Aegis-Kampfsystem, das in den Pazifik verlegte. Diese ersten Missionen führten den Kreuzer auch in den Indischen Ozean und schließlich den Persischen Golf, wo die Valley Forge sich an der Operation Earnest Will beteiligte. Ende 1988 begann die zweite Fahrt in die Region. Zwei Jahre später befand sich das Schiff wiederum in den Gewässern, als es ein Teil der Operation Desert Storm war. 1992 standen Operation Southern Watch und Operation Restore Hope an. 1993 nahm die Valley Forge erstmals an Fahrten zu Verminderung des Drogenschmuggels in der Karibik teil, dies wurde 1994/1995 wiederholt.
Nach einigen Übungen verlegte das Schiff 1996 wiederum in den Persischen Golf, um eine weitere Fahrt im Rahmen von Southern Watch durchzuführen, außerdem nahm es an einer Übung mit Enterprise und Invincible teil. 1997 führte man eine U-Jagd-Übung gegen die chilenische Simpson und die amerikanische Salt Lake City durch, an der Seite der Valley Forge fuhren dabei Elliot und Jarrett. 1998 fuhr der Kreuzer mit der Abraham Lincoln im Pazifik, 2000 dann wieder in der Karibik.
2001 wurde die Installation neuer Technologien aus dem Smart Ship Project vollendet. 2003 nahm die Valley Forge dann an der Operation Iraqi Freedom teil, und war dabei flagship for the commander of Maritime Interception Operations im Arabischen Meer. 2004 wurde das Schiff dann schließlich als erstes Schiff mit Aegis außer Dienst gestellt. Der Kreuzer lag anschließend in Pearl Harbor und wurde am 2. November vor Kauai, Hawaii als Zielschiff versenkt.